# Премія імені Шолом-Алейхема
Премія імені Шолом-Алейхема присуджується за найкращі літературно-мистецькі твори, які популяризують духовно-культурні надбання українського та єврейського народів, сприяють поширенню позитивного іміджу України в світі.

## Загальна інформація
Заснована постановою Кабінету Міністрів України від 25 лютого 2009 року № 145 за пропозиції Міністерства культури і туризму.
Організаційно-методичний супровід присудження Премії здійснює Державне агентство України з питань мистецтв та мистецької освіти.
Висування творів на здобуття Премії проводиться до 1 листопада року, що передує року, в якому присуджується премія.
Пропозиції щодо претендентів на здобуття премії подають до Держмистецтв творчі спілки та асоціації, літературно-мистецькі об'єднання, національно-просвітницькі товариства, редакції періодичних видань, видавництва, а також громадські об'єднання, що здійснюють діяльність в сфері культури та окремими авторами.
Грошова винагорода до премії в розмірі двадцять тисяч гривень виплачується за рахунок коштів, передбачених на цю мету у кошторисі Міністерства культури та інформаційної політики України.

## Комітет
2024 року обрано такий склад комітету: кандидат історичних наук, старший науковий співробітник відділу фонду юдаїки Національної бібліотеки України імені В. І. Вернадського, президент Української асоціації юдаїки Віталій Черноіваненко (голова), керівниця Науково-дослідного центру орієнталістики імені Омеляна Пріцака Таїсія Сидорчук (заступниця голови), президент Інституту політико-правових та релігійних досліджень, письменник, літературознавець, член Координаційної ради з питань утвердження української національної та громадянської ідентичності при Кабінеті Міністрів України Олександр Герасименко, кандидат історичних наук, старший науковий співробітник Державної наукової установи «Енциклопедичне видавництво» Сергій Гірік, начальниця відділу культурного розвитку та креативних індустрій управління мистецтв, культурного розвитку та креативних індустрій Державного агентства України з питань мистецтв та мистецької освіти Олена Копиця, мистецтвознавець, професор Харківської державної академії дизайну та мистецтв Євген Котляр, кандидатка філософських наук, академічна директорка Міжнародної міждисциплінарної сертифікатної програми з юдаїки, співробітниця Інституту філософії імені Григорія Сковороди НАН України Катерина Малахова, кандидатка історичних наук, завідувачка Навчальної лабораторії історичних студій НаУКМА, поетка, перекладачка, доцентка Українського католицького університету, членкиня Українського центру Міжнародного ПЕН-Клубу Ірина Старовойт, керівниця їдиш-проєкту Української асоціації юдаїки, викладачка, перекладачка, лауреатка премії імені Шолом-Алейхема Олександра Уралова, поет, голова київського культурно-просвітницького товариства імені Шолом-Алейхема Григорій Фалькович і головна спеціалістка відділу бібліотечної справи департаменту мистецтв Державного агентства України з питань мистецтв та мистецької освіти Альона Комендант.

### Попередній склад комітету
Станом на 2023 до Комітету з присудження Премії імені Шолом-Алейхема входили: начальниця департаменту мистецтв Державного агентства України з питань мистецтв та мистецької освіти Євгенія Крутоголов, філософ Дмитро Бураго, директор Інституту літератури імені Т. Г. Шевченка НАН України Микола Жулинський (заступник голови Комітету), письменниця Ірен Роздобудько, поет, голова київського культурно-просвітницького товариства імені Шолом-Алейхема Григорій Фалькович (голова Комітету), директор Центру досліджень історії та культури східноєвропейського єврейства НаУКМА Леонід Фінберг, журналіст Михайло Френкель, історик і релігієзнавець, кандидат історичних наук, президент Української асоціації юдаїки, старший науковий співробітник відділу фонду юдаїки Національної бібліотеки України імені В. І. Вернадського Віталій Черноіваненко, перекладознавець і літературний критик Дмитро Чистяк, виконавчий директор Київської міської єврейської громади Анатолій Шенгайт і головний спеціаліст відділу бібліотечної справи департаменту мистецтв Державного агентства України з питань мистецтв та мистецької освіти Альона Комендант (відповідальний секретар комітету).

## Присудження
Відповідно до Положення, затвердженого 2017 року, премія присуджується щороку в березні до дня народження Шолом-Алейхема. До 2017 року премія присуджувалася раз на три роки.

### Лауреати
| Рік  | Лауреат              | Здобуток |
| ---- | -------------------- | --- |
| 2025 | Леонід Лейдерман     | за збірку оповідань «Кохана вийде»;                                                                                    |
| 2024 | Олексій Нікітін      | за роман «Бат-Амі»; |
| 2023 | Софія Андрухович     | за роман «Амадока»; |
| 2022 | Олександра Уралова   | за переклад із їдишу на українську книги творів Аврома Суцкевера «Із Віленського гетто. Зелений акваріум. Оповідання»; |
| 2018 | Маріанна Кіяновська  | за книжку «Бабин Яр. Голосами»;                                                                                        |
| 2014 | Валерія Богуславська | за книжку вибраних перекладів «Високе дерево»;                                                                         |
| 2012 | Григорій Фалькович   | за збірку поезій «На перетині форми і змісту».                                                                         |